# Cuyuxquihui
Cuyuxquihui (kiejtése körülbelül: kujuszkivi) egy totonák régészeti lelőhely Mexikó Veracruz államában.

## Története
Neve a totonák nyelvből ered, amelyben a cuyu jelentése „tatu”, a qhuihui jelentése pedig „fa”, így a teljes név egy olyan fára utal, amelynek kérge a környéken egyébként nagy számban élő tatuk páncéljára emlékeztet.
Cuyuxquihui valószínűleg a közeli nagyváros, El Tajín elhagyása után, 1200–1250 körül jöhetett létre, és bár a két település között láthatók kulturális párhuzamok (például a díszítések geometrikus motívumaiban), de a folytonosság nem jelenthető ki közöttük. 1465-ben vagy 1469-ben a környéket I. Moctezuma azték seregei hódították meg, ettől kezdve a meglevő díszítéseket befedték, a várost pedig a környék igazgatási központjává alakították. Végül 1519-ben a spanyol hódítás miatt az aztékok elhagyták a várost. A mexikói függetlenségi háború idején, 1813 és 1820 között Serafín Olarte függetlenségi harcos itt rendezte be katonai főhadiszállását, ahol nyolc spanyol támadást vissza is vert.

## Leírás
A terület a Mexikói-öböltől nem messze, a Papantlai-hegység egyik csúcsán található Paso del Correo település közelében, a Tecolutla folyótól alig több mint 2 km-re. Az egykori város észak–déli kiterjedése több száz méter, a fennsíkot, ahol felépült, és ahonnan jó kilátás nyílik a környék kukoricaföldjeire és narancsültetvényeire, keleten meredek, nyugaton lankásabb hegyoldal határolja. Ma a helyszínen, ahol több különböző szintű sík terület található, és amelyet dús növényzet (cédrusok, Guazuma ulmifolia nevű fák, avokádók, bambuszok) vesz körül, néhány piramisszerű építmény, terek, falak és falfestmények maradtak meg. Falai miatt az egész település erődítettváros-jellegűnek érződik. A teljes, mintegy 20 hektáros területből 4 hektárt gondoznak ma is, a turisták ezt látogathatják.
A főtér körül öt nagy méretű épület helyezkedik el, ezek falain és padlóin olyan festményeket találtak, amelyek fő színe a vörös, kisebb mértékben a világoskék. Az úgynevezett 1-es számú épület egy piramis, ahol festmények maradványait, kőtárgyakat, kerámiákat és Ketzalkóatl-ábrázolásokat találtak, amiből arra következtetnek, hogy az építmény rituális szerepet töltött be. A legrégebbi épület a 3-as számú, ennek csúcsán egy monolitot találtak. A 4-es és 5-ös épületeknek egy-egy kis alapzata van, amelyek egy építmény hordozására voltak alkalmasak. A területen egy téglalap alakú labdajátékpálya is található: ennek hossza 72, szélessége 4 méter.

## Képek

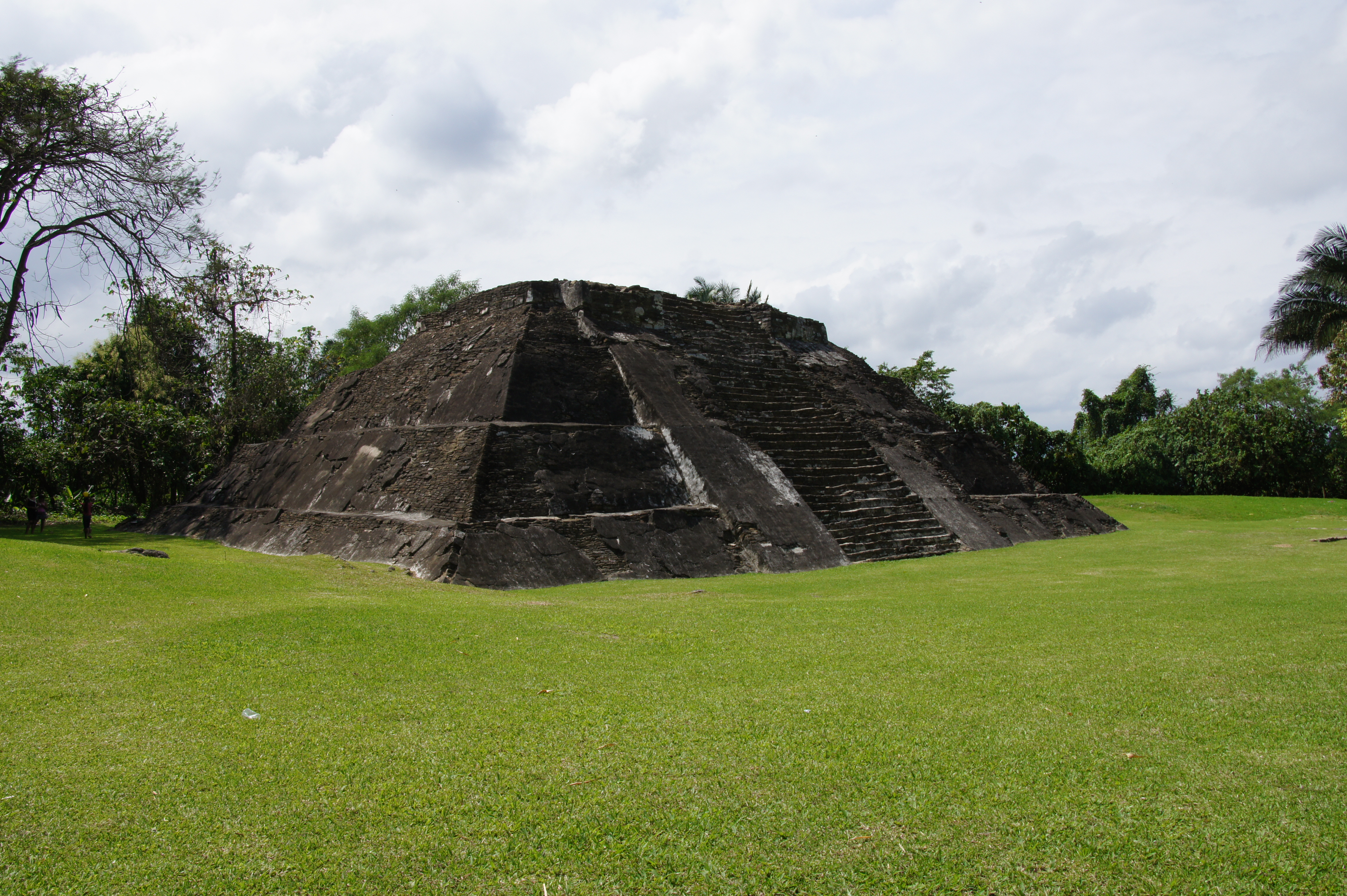
A központi piramis
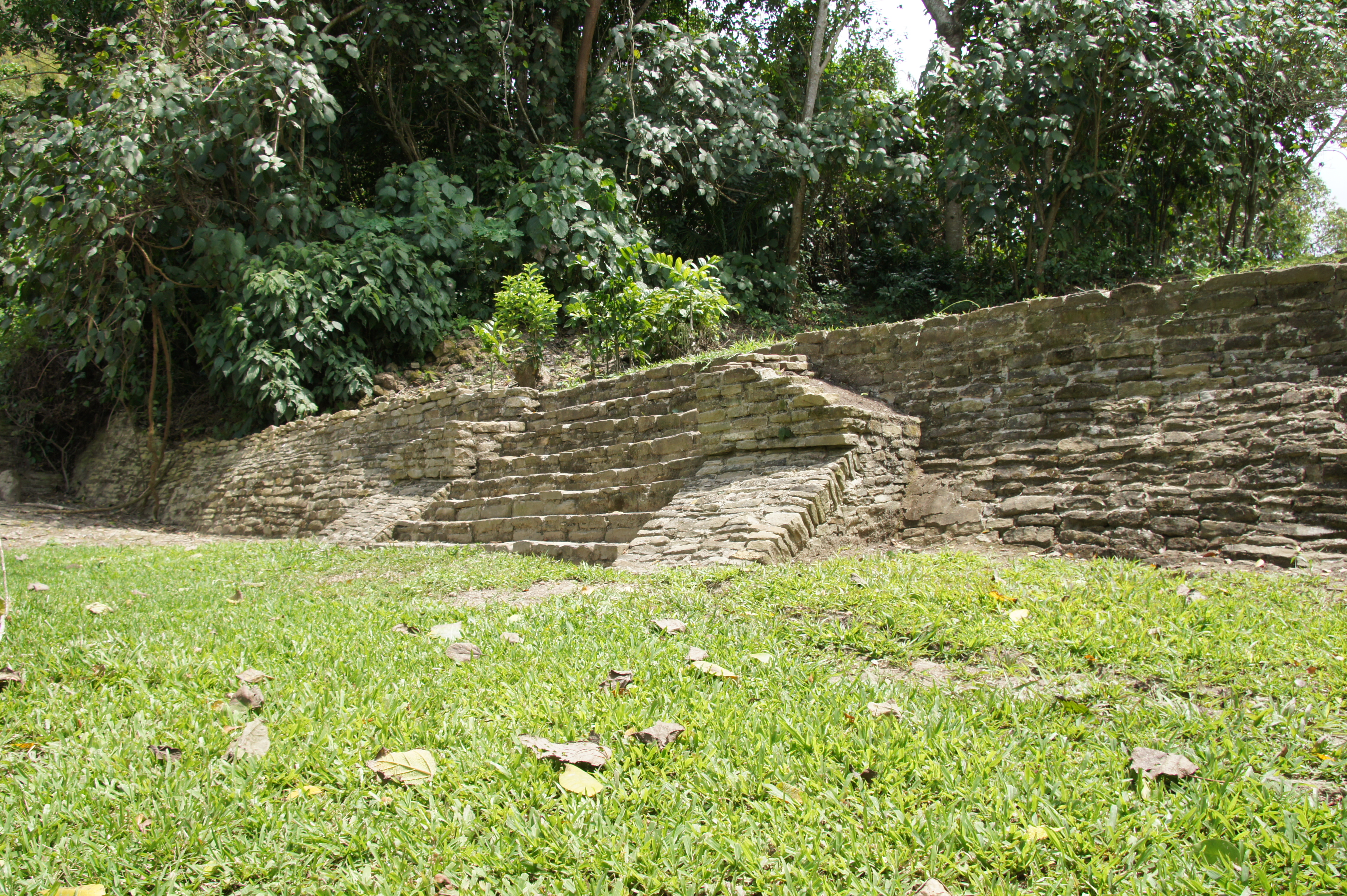
Bejárati lépcsősor
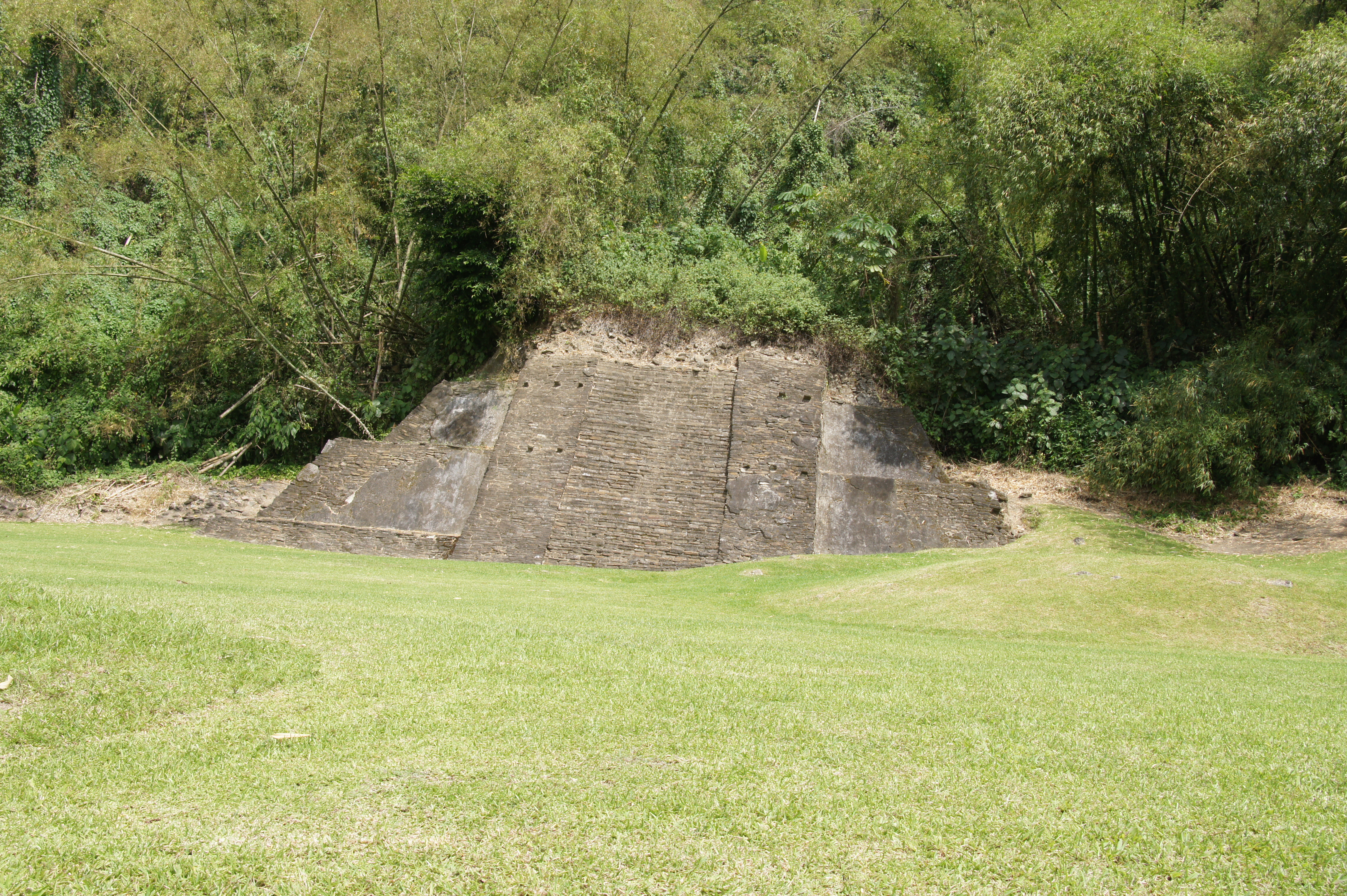
Növényekkel félig benőtt építmény